# 大川立樹
大川 立樹（おおかわ りき、1995年（平成7年）2月21日 - ）は、フジテレビのアナウンサー。妻は元東海テレビのアナウンサーの森夏美。

## 経歴
愛知県岡崎市出身。
岡崎市立六ッ美北中学校、愛知県立刈谷高等学校、一浪を経て、筑波大学体育専門学群卒業。2018年4月、アナウンサーとしてフジテレビ入社。同期は、井上清華・杉原千尋・今湊敬樹。

## 人物
大学まで17年間野球をしていた。その他、水泳・トライアスロン・駅伝などの経験がある。
刈谷高校3年生の時にはエース投手として、2012年の第94回全国高校野球選手権・愛知県大会に出場し、4回戦敗退（ベスト32）だった。
筑波大学では硬式野球部に所属し、ポジションは投手で最速140km超だった。
資格は、漢字能力検定2級・普通自動車免許・高校の保健体育科の教員免許を所持している。
趣味は野球・フットサル、好きなものはアクション映画・お肉、苦手なものはホラー映画・ジェットコースター。
2022年時点で東海テレビ放送のアナウンサー森夏美と結婚していたという旨が、2023年12月に報じられている。
一人っ子である。妻も一人っ子である。

## 出演番組
レギュラー出演番組・キャスター名（地上波）
| 期間                                                 | 期間       | 月曜日                              | 火曜日                              | 水曜日                                                      | 木曜日                                 | 金曜日                                 | 土曜日                               | 日曜日                    |
| ---------------------------------------------------- | ---------- | ----------------------------------- | ----------------------------------- | ----------------------------------------------------------- | -------------------------------------- | -------------------------------------- | ------------------------------------ | ------------------------- |
| 2018.10.3                                            | 2019.9.26  | （なし）                            | （なし）                            | めざましテレビ フィールドキャスター                         | めざましテレビ フィールドキャスター    | （なし）                               | （なし）                             | （なし）                  |
| 2019.10.3                                            | 2020.3.27  | （なし）                            | （なし）                            | （なし）                                                    | 情報プレゼンターとくダネ! プレゼンター | 情報プレゼンターとくダネ! プレゼンター | （なし）                             | （なし）                  |
| 2020.4.2                                             | 2021.3.28  | （なし）                            | （なし）                            | （なし）                                                    | 情報プレゼンターとくダネ! プレゼンター | 情報プレゼンターとくダネ! プレゼンター | （なし）                             | S-PARK ニュースキャスター |
| 2021.3.31                                            | 2021.9.30  | （なし）                            | （なし）                            | めざましテレビ フィールドキャスター・ 『ココ調』リポーター1 | めざましテレビ フィールドキャスター    | （なし）                               | （なし）                             | （なし）                  |
| 2021.10.2                                            | 2022.4.2   | （なし）                            | （なし）                            | （なし）                                                    | （なし）                               | （なし）                               | めざましどようび スポーツキャスター2 | （なし）                  |
| 2022.4.4                                             | 2022.12.24 | ポップUP! リポーター                | ポップUP! リポーター                | ポップUP! リポーター                                        | ポップUP! リポーター                   | ポップUP! リポーター                   | めざましどようび スポーツキャスター2 | （なし）                  |
| 2023.1.7                                             | 2023.4.2   | （なし）                            | （なし）                            | （なし）                                                    | （なし）                               | （なし）                               | めざましどようび スポーツキャスター2 | （なし）                  |
| 2023.4.3                                             | 2024.3.31  | めざましテレビ フィールドキャスター | めざましテレビ フィールドキャスター | （なし）                                                    | （なし）                               | （なし）                               | めざましどようび スポーツキャスター2 | （なし）                  |
| 2024.4.1                                             |            | めざましテレビ フィールドキャスター | （なし）                            | すぽると!onTVer キャスター                                  | （なし）                               | （なし）                               | めざましどようび スポーツキャスター2 | （なし）                  |
| 備考 - 1德田聡一朗と交代で担当 - 2木下康太郎の後任。 |            |                                     |                                     |                                                             |                                        |                                        |                                      |                           |

### その他
- プロ野球ニュース（2018年10月 -  試合結果報告アナウンサー）
- スポーツ中継（野球・ボクシング・格闘技・スピードスケート・卓球）
- BSフジLIVE プライムニュース（隔週火曜ニュースキャスター）
- FNNプライムニュース α（2018年9月19日 - 21日　代行）
- FNNニュース（2019年1月1日夜）
- FNN Live News α（2019年6月3日・4日　代行）
- S-PARK（2021年7月17日・8月14日・2022年2月6日　ニュースキャスター）
- BSフジLIVE プライムニュース（2020年4月6日 - 2021年3月29日、2022年10月5日 - 、月曜→隔週火曜）
- めざましテレビ
  - （2022年11月11日・18日・25日・12月1日・2日・9日） - 藤井弘輝FIFAワールドカップ カタール2022取材時の代理スポーツキャスター・情報キャスター）
- めざましどようび
  - （2022年11月5日） - 生田竜聖休暇時の代理情報キャスター兼メインキャスター
- キスマイ超BUSAIKU!? (2022年10月27日) - 「なごや男子」リポーター